# Пјеручани (Пистоја)
Пјеручани је насеље у Италији у округу Пистоја, региону Тоскана.
Према процени из 2011. у насељу је живело 23 становника. Насеље се налази на надморској висини од 46 м.